# Side to Side
Side to Side ist die dritte Single aus Ariana Grandes Album Dangerous Woman. Es ist eine Zusammenarbeit mit der US-amerikanischen Rapperin Nicki Minaj und wurde am 30. August 2016 veröffentlicht.

## Musikvideo
Das Video wurde von Hannah Lux Davis gedreht und am 28. August 2016 veröffentlicht. Am 19. September 2016 wurde das Video für über 100 Millionen Aufrufe auf Vevo zertifiziert. Es beginnt mit einer Choreographie von Grande und Hintergrundtänzerinnen auf Fahrradergometern. Danach sieht man Grande mit den Tänzerinnen in einem Raum mit Boxausrüstung und in einer Umkleidekabine. Während Minajs Teil sind die Sängerinnen in einer Sauna, umgeben von männlichen Models.
Für die Choreografie wurde das Video bei den MTV Video Music Awards 2017 nominiert.

## Liveauftritte
Grande und Minaj haben Side to Side bei den MTV Video Music Awards 2016 zum ersten Mal live gesungen. Es folgte ein weiterer gemeinsamer Auftritt bei den American Music Awards 2016. Darüber hinaus trat Grande solo in der Ellen DeGeneres Show am 14. September 2016 und auf dem iHeart Radio Music Festival 2016 am 24. September 2016 auf.

## Kommerzieller Erfolg

### Chartplatzierungen
| ChartsChartplatzierungen       | Höchstplatzierung | Wochen |
| ------------------------------ | ----------------- | ------ |
| Deutschland (GfK)              | 24 (24 Wo.)       | 24     |
| Österreich (Ö3)                | 22 (20 Wo.)       | 20     |
| Schweiz (IFPI)                 | 21 (25 Wo.)       | 25     |
| Vereinigte Staaten (Billboard) | 4 (28 Wo.)        | 28     |
| Vereinigtes Königreich (OCC)   | 4 (32 Wo.)        | 32     |

| ChartsJahrescharts (2016)      | Platzierung |
| ------------------------------ | ----------- |
| Deutschland (GfK)              | 96          |
| Vereinigte Staaten (Billboard) | 77          |
| Vereinigtes Königreich (OCC)   | 49          |

| ChartsJahrescharts (2017)      | Platzierung |
| ------------------------------ | ----------- |
| Vereinigte Staaten (Billboard) | 43          |

### Auszeichnungen für Musikverkäufe
| Land/Region                  | Auszeichnungen für Musikverkäufe (Land/Region, Auszeichnung, Verkäufe) | Verkäufe   |
| ---------------------------- | ---------------------------------------------------------------------- | ---------- |
| Australien (ARIA)            | 7× Platin                                                              | 490.000    |
| Belgien (BRMA)               | Gold                                                                   | 15.000     |
| Brasilien (PMB)              | 3× Diamant                                                             | 750.000    |
| Dänemark (IFPI)              | Platin                                                                 | 90.000     |
| Deutschland (BVMI)           | Platin                                                                 | 400.000    |
| Frankreich (SNEP)            | Platin                                                                 | 133.333    |
| Italien (FIMI)               | 2× Platin                                                              | 100.000    |
| Kanada (MC)                  | 8× Platin                                                              | 640.000    |
| Neuseeland (RMNZ)            | 4× Platin                                                              | 120.000    |
| Norwegen (IFPI)              | 3× Platin                                                              | 180.000    |
| Österreich (IFPI)            | Platin                                                                 | 30.000     |
| Polen (ZPAV)                 | 4× Platin                                                              | 80.000     |
| Portugal (AFP)               | 2× Platin                                                              | 20.000     |
| Spanien (Promusicae)         | 2× Platin                                                              | 120.000    |
| Schweden (IFPI)              | 3× Platin                                                              | 240.000    |
| Schweiz (IFPI)               | Platin                                                                 | 30.000     |
| Ungarn (MAHASZ)              | Gold                                                                   | 2.000      |
| Vereinigte Staaten (RIAA)    | 6× Platin                                                              | 6.000.000  |
| Vereinigtes Königreich (BPI) | 3× Platin                                                              | 1.800.000  |
| Insgesamt                    | 2× Gold · 9× Platin · 3× Diamant ·                                     | 11.240.333 |

Hauptartikel: Ariana Grande/Auszeichnungen für Musikverkäufe